# Cuscuta africana
Cuscuta africana är en vindeväxtart som beskrevs av Carl Peter Thunberg. Cuscuta africana ingår i släktet snärjor, och familjen vindeväxter. Inga underarter finns listade i Catalogue of Life.